# Etický kontraktualismus
Etický kontraktualismus vysvětluje, proč je dobré podřídit se určitým normám za předpokladu, že se jim podřídí i ostatní. Čin je tak morálně zdůvodněný, jestliže je v souladu s pravidly, která jsou stvrzena dohodou.